# Pogroms de Lviv de 1941
Ne doit pas être confondu avec Pogrom de Lwów de 1918.
Pour des articles plus généraux, voir Shoah en Pologne et Shoah en Ukraine.
Les pogroms de Lviv sont des massacres perpétrés contre la population juive de la ville alors polonaise de Lwów (aujourd'hui Lviv, en Ukraine), en 1941, pendant la Seconde Guerre mondiale, pendant l'occupation allemande.
Avant ces massacres, la ville se trouve en zone d'occupation soviétique à la suite de la double invasion menée en 1939 par les Allemands à l'ouest et les Soviétiques à l'est. L'occupation soviétique s'est traduite par de nombreux assassinats et déportations dont furent victimes les habitants polonais, ukrainiens et juifs jugés comme ennemis du régime tandis que certains juifs faisaient partie des rangs du NKVD, ce qui contribua à l'exacerbation de l'antisémitisme de la population ukrainienne nationaliste, d'ailleurs également hostile aux Polonais (majoritaires).
Les Soviétiques sont chassés de Lwów par l'offensive allemande contre l'URSS (opération Barbarossa) déclenchée le 22 juin 1941.
Peu après l'arrivée des Allemands en ville, les pogroms commencent, perpétrés par des nationalistes ukrainiens : le premier a lieu du 30 juin au 2 juillet 1941, le second du 25 au 29 juillet 1941. L'historien allemand Peter Longerich et l'Encyclopédie de l'Holocauste estiment que le premier pogrom a fait au moins 4 000 morts. Il a été suivi par 2 500 à 3 000 arrestations et exécutions supplémentaires des Einsatzgruppen. Le second pogrom ("Aktion Petlioura"), fait plus de 2 000 victimes juives, toutes tuées en l'espace d'un mois. 
Avant l'invasion de la Pologne par l'Allemagne nazie et l'Union Soviétique en 1939, la ville de Lwów qui comptait 312 000 habitants en 1931 avait la troisième plus grande population juive de Pologne (100 000) pendant l'entre-deux-guerres alors que les réfugiés fuyaient les nazis vers l'est.

## Premier pogrom

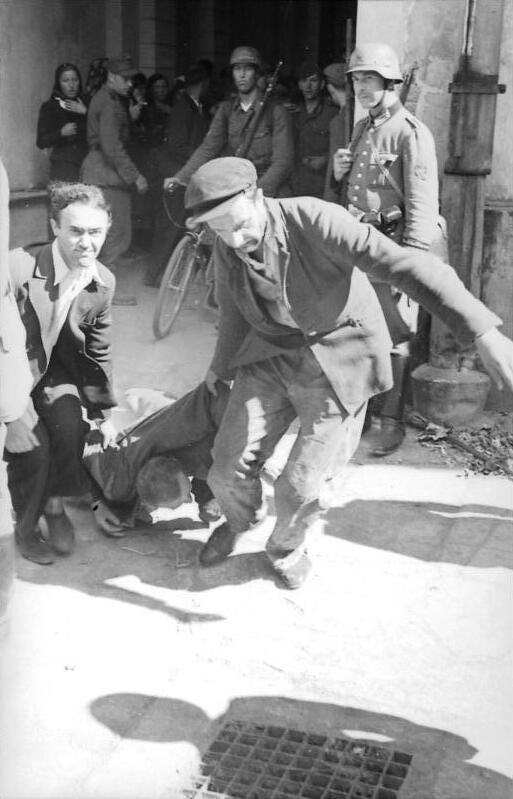
Photographie prise par l'armée allemande pendant les pogroms.

Dès l’entrée de l’armée allemande à Lwów, les portes des prisons furent ouvertes et l'importance du massacre des prisonniers du NKVD, perpétré par les Soviétiques, fut révélée. On estime le nombre de victimes à la prison de Brygidki à 10 000, même si plus tard les enquêtes allemandes ramèneront les estimations à un total de 4 000 victimes. Le rapport rédigé par le juge Möller indiquait que les juifs étaient responsables des atrocités soviétiques. Cela concordait avec le mythe nazi du judéo-bolchévisme, bien que les juifs polonais n'aient rien eu à voir avec les meurtres commis par le NKVD. Mais, comme le notait l'historien spécialiste du Royaume-Uni et de la Pologne, Norman Davies : "à l’époque, le pourcentage élevé de juifs dans le personnel de la police de sécurité soviétique à Lwów était frappant." Ainsi, le groupe Einsatzgruppen C, avec la participation de la Milice ukrainienne nationale et les dirigeants de l'OUN (Organisation des Nationalistes ukrainiens), a organisé le premier pogrom, principalement dans le but de se venger des meurtres ayant eu lieu dans les trois prisons de Lviv. Le rapport allemand mentionnait que la majorité des victimes des meurtres soviétiques étaient ukrainiennes alors qu'un nombre important de prisonniers juifs figuraient parmi les victimes du NKVD (dont des intellectuels et des activistes politiques). Les juifs polonais ont été ciblés collectivement. Une milice populaire ukrainienne - qui serait bientôt réorganisée par Himmler et renommée Ukrainische Hilfspolizei (Police auxiliaire ukrainienne) - a été assemblée pour diriger le premier pogrom. Ainsi, en présence des forces allemandes arrivées depuis peu, la foule hors de contrôle commit des actes d'une extrême violence contre la population juive de la ville. La propagande allemande a répandu une rumeur prétendant que les juifs soviétiques étaient impliqués dans les meurtres d'Ukrainiens, et le ministère allemand des Affaires étrangères l'a relayée en Suisse.
Les historiens ont démontré que la collection de photographies de David Lee Preston, censée montrer les victimes des meurtres de NKVD, est en fait constituée de clichés des victimes du pogrom. Dans son livre Lemberg Mosaic, Jakob Weiss raconte qu'au départ la Milice ukrainienne a agi de manière indépendante – avec la bénédiction des SS – mais que plus tard elle ne devint qu'une force supplétive lors des opérations de meurtres de masse (Aktions) des forces allemandes, ou bien agissait directement sous les ordres nazis. La milice ukrainienne a reçu de l'aide de l'OUN,  groupe de nationalistes ukrainiens organisés, ainsi que de la foule ordinaire et même de jeunes mineurs. Au moins deux membres de l'OUN-B dirigé par Stepan Bandera, Ivan Kovalyshyn et Mykhaylo Pecharsʹkyy, ont été identifiés par le Prof. John Paul Himka sur plusieurs photographies du pogrom. Le chercheur Filip Friedman de Lviv,  survivant de la Shoah, a révélé un rapport officiel du Bureau principal de sécurité du Reich qui commentait le massacre ainsi : "Pendant les premières heures qui ont suivi le départ des bolcheviques, la population ukrainienne a mené d'importantes actions contre les Juifs... Environ 7 000 Juifs ont été abattus par la police [ukrainienne] en guise de représailles pour les actes de cruauté inhumains [à Brygidki et les autres prisons]..." (du 16 juillet 1941).

### Les meurtres commis par lesEinsatzgruppen
Presque immédiatement après le premier pogrom, au début du mois de juillet 1941, l'Einsatzgruppe C attaché au Groupe d'Armée Sud lors de l'invasion de la Pologne, sous le commandement du SS-Brigadeführer Otto Rasch a effectué entre 2 500 et 3 000 arrestations à Lviv, en s'aidant de listes établies par l'OUN.  Les détenus ont été rassemblés dans le stade municipal situé à côté de leur[Qui ?] propre quartier général. Parmi les prisonniers détenus et battus, il y avait également des polonais non-juifs et des dizaines de personnes accusées d'être anti-nazies. Le lendemain, sous la supervision d'Otto Rasch, les prisonniers ont été transportés en groupes par camions vers des sites éloignés pour y être tués (voir Janowska). Les Einsatzkommandos 5 et 6 ont tiré sur les prisonniers jusqu'à l'aube. Ceux qui, à la fin de la journée étaient encore en vie ont été relâchés, leur nombre exact étant inconnu. L'OUN, avec l'aide d'étudiants ukrainiens, fournit une nouvelle liste contenant les noms de professeurs d'université. Les universitaires ont été arrêtés avec leur famille, les 3 – et 4 juillet 1941 par les Allemands guidés par les Ukrainiens,. Ils ont été divisés en deux groupes et massacrés sur les collines de Wulkeckie à proximité. Parmi les 40 victimes, au moins deux universitaires venaient d'un milieu juif, le Dr Stanislaw (Salomon) Ruff, et le Prof. Henryk Hilarowicz (fils de Joseph Nusbaum, zoologiste, qui s'est converti au Catholicisme en 1907).
Les SS ont quitté Lviv plusieurs jours plus tard, selon la déposition du Brigadeführer Erwin Schulz, afin de mener des actions similaires à Berdychiv et a Jytomyr. Le Bataillon Nachtigall, composé d'Ukrainiens, est entré à Lviv avec eux le 30 juin 1941, et a également quitté la ville le 7 juillet, en prenant la direction de Vinnytsia. La participation du Nachtigall dans les massacres du 3 au 7 juillet est actuellement contestée par l'Ukraine malgré de nombreux témoins oculaires,,, car leurs uniformes se ressemblaient.

## L'Aktion "Petlioura"
Un second pogrom a éclaté dans les derniers jours de juillet 1941 et le nom d'Aktion Petlioura lui a été attribué en souvenir du leader nationaliste ukrainien Symon Petlioura, assassiné en 1926 et longtemps considéré comme un antisémite fanatique. Les meurtres ont été organisés avec le soutien de l'Allemagne. Le pogrom comportait également d'inquiétantes nuances de fanatisme religieux, relevé par Andrey Sheptytsky, métropolite de l’Église grecque-catholique ukrainienne ; ce n'est qu'au milieu de l’année 1942, après que son Conseil National fut interdit et que des milliers d'Ukrainiens furent envoyés à l'esclavage que Sheptytsky fut désenchanté de l'Allemagne nazie,.. Des militants ukrainiens étrangers à la ville se joignirent à la foule avec des outils agricoles. Dans la matinée du 25 juillet 1941, la police auxiliaire ukrainienne commença à arrêter les Juifs chez eux, tandis que des civils commettaient des actes de violence contre eux dans les rues. Les juifs arrêtés furent emmenés au cimetière juif ainsi qu'à la prison de la rue Łąckiego, où ils furent fusillés hors de la vue du public. Les policiers ukrainiens circulaient par groupes de cinq avec des listes préparées par l'OUN. Environ 2 000 personnes ont été assassinées en trois jours et des milliers d'autres furent blessées.

## Conséquences
Selon l'historien Richard Breitman 5 000 juifs sont morts lors de ces pogroms. En outre, quelque 3 000 personnes, majoritairement juives ont été exécutées dans le stade municipal par les Allemands. La propagande allemande a fait passer les victimes des meurtres du NKVD à Lwów comme étant des Ukrainiens, alors qu'un tiers des noms sur la liste des prisonniers laissés par les Soviétiques étaient distinctement polonais et juifs. Au cours des deux années qui suivirent, aussi bien la presse allemande que la presse ukrainienne pro-nazie ont décrit d'horribles actes de torture commis par les Soviétiques (réels ou imaginaires) et ont largement multiplié le nombre de victimes ukrainiennes selon le Professeur Jean-Paul Himka.

Le ghetto de Lwów fut érigé en novembre 1941 sur les ordres du  SS-Gruppenführer Fritz Katzmann, l'un des plus grands tueurs de masse de la SS,. À son apogée, le ghetto contenait quelque 120 000 Juifs. La plupart furent déportés vers le camp d'extermination de Belzec ou tués à Lwów même. La population juive locale fut presque anéantie par les pogroms de 1941, les massacres des Einsatzgruppen et les conditions de vie dans le ghetto, ainsi que par les déportations vers les camps de Belzec et Janowska. Après que les forces soviétiques ont atteint Lwów le 21 juillet 1944, 823 Juifs seulement sont retrouvés par le Comité provisoire juif de Lwów .

## Controverse
La nature des pogroms de Lwów et l'identité exacte de leurs auteurs restent controversées. Des documents publiés en 2008 par les Services de Sécurité ukrainiens, indiquent que l'Organisation des nationalistes ukrainiens (OUN) pourrait avoir été impliquée à un degré moindre que celui initialement supposé. Cependant, cette collection de documents intitulée "Pour le Début : le Livre des Faits" (Do pochatku knyha faktiv) a été reconnue par les historiens Jean-Paul Himka, Per Anders Rudling, Marco Carynnyk et Franziska Bruder, comme une tentative de manipulation de l'histoire de la Seconde Guerre mondiale,,,.